# Hendrik Pluijgers
Hendrik Jan Pluijgers (ur. 30 października 1886 w Rotterdamie, zm. 7 grudnia 1974 w Wassenaar) – holenderski żeglarz, olimpijczyk.
Na regatach rozegranych podczas Letnich Igrzysk Olimpijskich 1928 wystąpił w klasie 6 metrów zajmując 4. pozycję. Załogę jachtu Kemphaan tworzyli również Carl Huisken, Hendrik Fokker, Roelof Vermeulen i Wim Schouten.